# Bertrix
Bertrix (valonă Bietris) este o comună francofonă din regiunea Valonia din Belgia. Comuna este formată din localitățile Bertrix, Auby-sur-Semois, Cugnon, Jehonville, Orgeo, Biourge, Rossart, Nevraumont, Mortehan, La Géripont, Assenois, Blancheoreille, Glaumont, Sart, Acremont și La Girgaine. Suprafața totală a comunei este de 137,70 km². La 1 ianuarie 2008 comuna avea o populație totală de 8.211 locuitori. 

## Localități înfrățite
- Franța: Charmes;
- Statele Unite ale Americii: Church Point, Luisiana;
- România: Rusca Montană.